# 普雷斯托

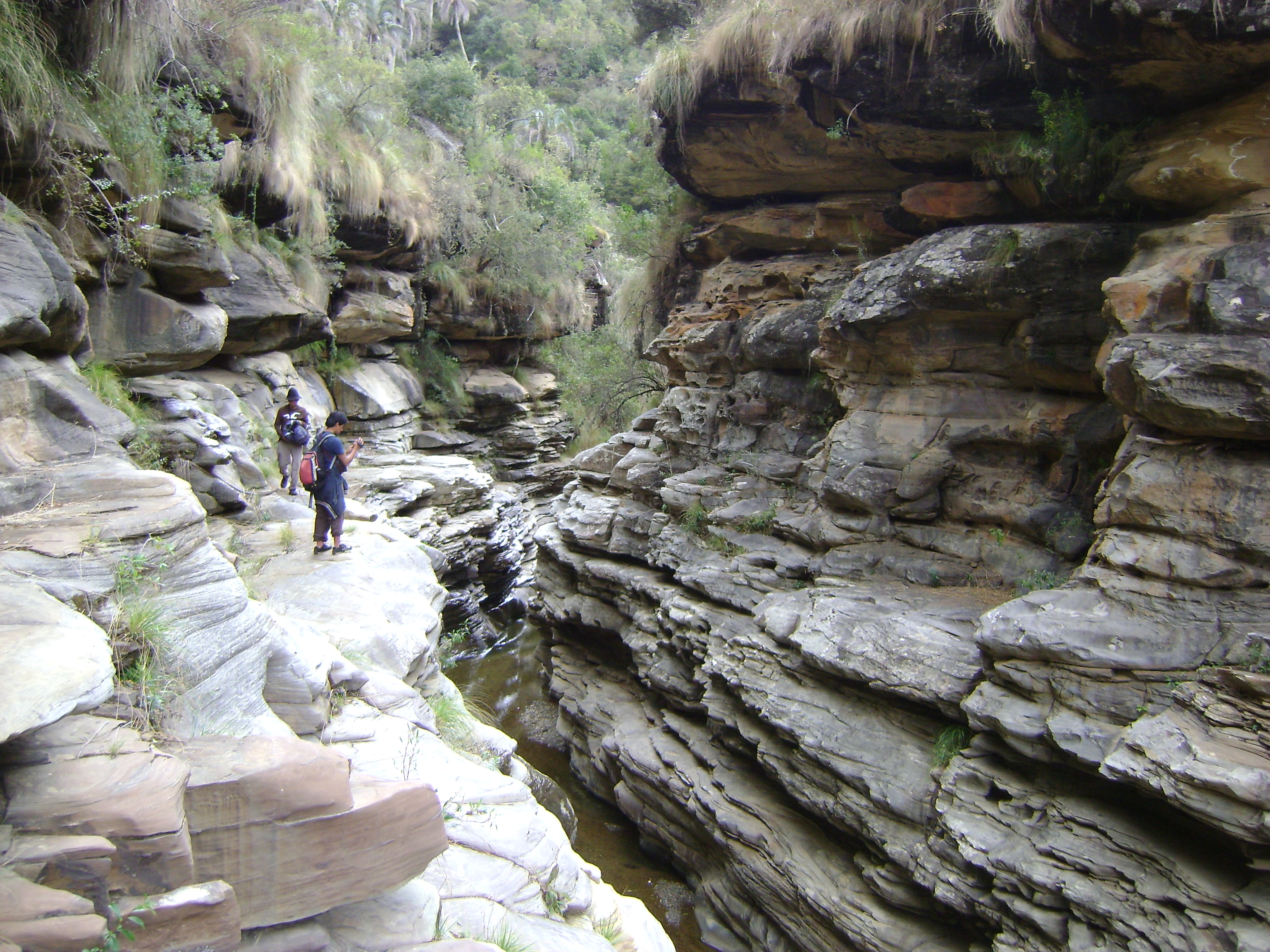
峡谷

普雷斯托（西班牙語：Presto），是玻利維亞的市鎮，位於該國南部，處於蘇克雷以東95公里，屬於丘基薩卡省中苏达涅斯县的一部分，每年平均降雨量550毫米，面積1,314平方公里，2012年人口11,856，人口密度每平方公里9人。
18°46′S 64°54′W / 18.767°S 64.900°W